# 田野辺みゆき
田野辺 みゆき（たのべ みゆき、1937年 - ）は、日系カナダ人（1世）の画家。岩手県盛岡市生まれ。カナダ勲章受勲。ケベック民俗風物を和紙に墨で描く作風で知られる。

## 年譜
- 1937年 岩手県盛岡市に生まれる。
- 上京し東京芸術大学で日本画を学ぶ。前田青邨に師事。
- 1962年 フランス・パリに移る。アトリエ・グラン・ショミエール（La Grande Chaumière）で学んだ後、1963年からパリ国立高等美術学校に学ぶ。
- 1966年 一度日本に帰国。
- 1971年 パリで出会ったモントリオール出身のサヴィニャック氏のもと、カナダへ移る。
- 1972年より、ギャルリー・ジャン=ピエール・ヴァランタンにて作品を展示。
- 1979年 カナダ国立映画庁（National Film Board of Canada）が田野辺を題材にした短編ドキュメンタリー映画「Ce monde éphémère - Miyuki Tanobe / My Floating World: Miyuki Tanobe」を制作[2]。
- 1981年 カナダ芸術評議会（Canada Council for the Arts）賞受賞。
- 1994年 王立カナダ芸術院（Royal Canadian Academy of Arts）会員となる。またケベック勲章受勲。
- 1999年 カナダ王立造幣局から50セント硬貨用デザイン「ケベック文化伝承シリーズ」のひとつを依頼され「Les petits sauteux」を制作。2001年に記念硬貨として発行される。
- 2002年 カナダ勲章受勲。

## 主な作品収蔵先
- モントリオール美術館
- ケベック美術館
- ジョリエット美術館